# Supernaturalistic
Supernaturalistic – pierwszy album Holenderskiego DJ-a Sandera van Doorna został on stworzony w charakterystycznym dla niego klimacie. oprócz 12 tracków które nagrał dodał również bonus remix utworu "Sia – The Girl You Lost To Cocaine".

## Lista utworów
- [1]

Track lista:
1. Sander van Doorn - Look Inside Your Head 3:12
2. Sander van Doorn - Riff 5:09
3. Sander van Doorn - By Any Demand 3:25
4. Sander van Doorn - 15 5:45
5. Sander van Doorn - Pura Vida 5:19
6. Sander van Doorn - Sushi 5:24
7. Sander van Doorn - The Bass 4:44
8. Sander van Doorn - Lobby 3:15
9. Sander van Doorn - Apple 5:39
10. Sander van Doorn  - Grasshopper 3:49
11. Sander van Doorn  - Dozer 4:46
12. Sander van Doorn  - Outrospective 6:41
13. Bonus:Sia - The Girl You Lost To Cocaine (Sander van Doorn Remix) 7:05